# Georgios Papasideris
Georgios Saranti Papasideris (in greco Γεώργιος Σαράντη Παπασιδέρης?; Koropi, 1875 – 1920) è stato un pesista, discobolo e sollevatore greco.

## Biografia
Partecipò alle gare di atletica leggera e di sollevamento pesi delle prime Olimpiadi moderne che si svolsero ad Atene nel 1896.
Nell'atletica, prese parte al getto del peso, dove arrivò terzo, lanciando 10,36 m, e nel lancio del disco. Nel sollevamento pesi invece, partecipò al sollevamento con due mani, arrivando quarto, a pari merito con il plurimedagliato tedesco Carl Schuhmann e con Sotirios Versis che, come Papasideris e Schumann, aveva sollevato 90 kg ma venne comunque considerato terzo, per la sua migliore manovra di esecuzione rispetto agli altri due sollevatori.

## Palmarès

### Atletica leggera
| Anno | Manifestazione  | Sede  | Evento           | Risultato | Prestazione | Note |
| ---- | --------------- | ----- | ---------------- | --------- | ----------- | ---- |
| 1896 | Giochi olimpici | Atene | Getto del peso   | Bronzo    | 10,36 m     |      |
| 1896 | Giochi olimpici | Atene | Lancio del disco | n/d       | n/d         |      |

### Sollevamento pesi
| Anno | Manifestazione  | Sede  | Evento                    | Risultato | Prestazione | Note |
| ---- | --------------- | ----- | ------------------------- | --------- | ----------- | ---- |
| 1896 | Giochi olimpici | Atene | Sollevamento con due mani | 4º        | 90,0 kg     |      |